# 앨런 마셜
앨런 마셜(Alan Marshal, 1909년 1월 29일 ~ 1961년 7월 13일)은 미국의 배우, 영화배우, 연극 배우이다.

## 영화
- 헌티드 힐 (1959년) - 데이빗 트렌트 박사 역
- 아퍼짓 섹스 (1956년)
- 더 화이트 클리프스 오브 도버 (1944년)
- 톰 딕 앤 해리 (1941년) - 딕 역
- 히 스테이드 포 브렉패스트 (1940년)
- 아이린 (1940년)
- 노틀담의 꼽추 (1939년)
- 나이트 머스트 폴 (1937년)
- 정복자 (1937년)
- 가든 오브 알라 (1936년)